# Betz lag

Schematisk bild av ett flöde genom en skivformad area som motsvaras av vindkraftverkets area.

Betz lag, uppkallad efter den tyske fysikern Albert Betz, ger en övre teoretisk gräns för hur stor del av energiinnehållet som kan utvinnas från den luftmängd som passerar ett vindkraftverk.
Kortfattat anger Betz lag att ett optimalt utformat vindkraftverk kan utvinna 16/27 eller cirka 59% av energiinnehållet i den vind som strömmar mot kraftverket. Ett sådant optimalt vindkraftverk bromsar upp luftströmmen så att hastigheten nedströms är 1/3 av hastigheten uppströms vindkraftverket. Skulle vindkraftverket utformas så att uppbromsningen blev större så kommer mer energi att utvinnas ur den luftström som verkligen passerar turbinen, men samtidigt kommer en större andel av luftströmmen att gå vid sidan av kraftverket, vilket totalt sett ger en lägre verkningsgrad.
Moderna vindturbiner brukar kunna uppnå en största verkningsgrad på cirka 45%, vilket jämfört med många andra tekniska anordningar är förhållandevis nära den övre teoretiska gränsen på cirka 59%.
En vidareutveckling av de analytiska sambanden för strömning genom ett vindkraftverk presenterades 2025 som bekräftar "Betz lag" och den största möjliga verkningsgraden på cirka 59%, men som ger mer detaljerad information om krafter som verkar på ett vindkraftverk.

## Härledning
Ett vindkraftverk är en anordning med en viss area {\displaystyle A} som bromsar upp den vind som strömmar mot kraftverket med en viss hastighet {\displaystyle v} .
Varje sekund anströmmas kraftverket av en luftmängd med massan {\displaystyle m=\rho Av} där {\displaystyle \rho } är luftens densitet.
Rörelseenergin hos denna luftmängd är massan gånger hastigheten i kvadrat, och rörelseenergin som passerar kraftverket varje sekund, det vill säga effekten, blir
{\displaystyle P=\rho Av{\frac {v^{2}}{2}}} vilket kan multipliceras ihop till  {\displaystyle P=\rho A{\frac {v^{3}}{2}}}
Det är emellertid inte teoretiskt möjligt att ta vara på hela denna effekt. Genom att beakta bland annat kontinuitetsekvationen kunde Betz 1919 härleda följande samband för den teoretiskt utvinningsbara effekten:
{\displaystyle P=\rho A{\frac {1}{4}}(v_{1}^{2}-v_{2}^{2})(v_{1}+v_{2})}
där {\displaystyle v_{1}} är vindens hastighet före, och {\displaystyle v_{2}} efter att ha passerat kraftverket.
Om man lyckas bromsa upp vinden så att {\displaystyle v_{2}} blir nära noll tar man visserligen vara på en stor del av energin, men samtidigt så kommer massflödet att bromsas upp och en viss del av vinden kommer att tvingas väja och gå vid sidan av kraftverket. Det visar sig att den största effekten fås om man bromsar vinden "lagom mycket" så att vindhastigheten nedströms är en tredjedel av vindhastigheten uppströms, det vill säga {\displaystyle v_{2}={\frac {v_{1}}{3}}} . 
Vid detta maximum blir effekten:
{\displaystyle P=\rho A{\frac {v^{3}}{2}}{\frac {16}{27}}}
Detta förhållande, att den teoretiskt maximala effekt som kan utvinnas i ett vindkraftverk är 16/27 eller cirka 59% av energiinnehållet hos den fritt strömmande luften strax framför rotorn brukar kallas Betz lag.
Sambandet brukar skrivas som
{\displaystyle P=\rho A{\frac {v^{3}}{2}}C_{p}}
där {\displaystyle C_{p}} är effektkoefficienten (Power eller performance coefficient) som alltså aldrig kan bli större än 59%.
För verkliga kraftverk brukar man kunna uppnå en största verkningsgrad på cirka 45%.
Vid höga vindhastigheter över kraftverkets märkvind vrides bladen så att verkningsgraden avsiktligt sänkes, för att skydda kraftverket mot överbelastning.

## Exempel
En idag (2017) vanlig storlek på vindturbin är en diameter på 90 meter, vilket ger en turbinarea på
{\displaystyle A=\pi {\frac {D^{2}}{4}}\approx } {\displaystyle 3.14*{\frac {90^{2}}{4}}=6360m^{2}}
Densiteten för luft är omkring 1.2 kg/m3. Om verkningsgraden är 45% så fås vid vindhastigheten 11 m/s en effekt på :{\displaystyle P=\rho A{\frac {v^{3}}{2}}C_{p}={1.2}*{6360}*{\frac {11^{3}}{2}}*0.45=2230{kW}}
vilket kan driva ett godståg eller ge hushållsström till tusentals lägenheter.
Vid vindhastigheten 6 m/s fås på liknande sätt en effekt på {\displaystyle 370{kW}}, vilket kan driva en lastbil eller ge hushållsström till hundratals lägenheter.
Om turbinen är en enklare hobbykonstruktion med en diameter på 1 meter och en verkningsgrad på 30% fås vid denna vindhastighet (6 m/s) en effekt på
{\displaystyle P=\rho \pi {\frac {D^{2}}{4}}{\frac {v^{3}}{2}}C_{p}={1.2}*{3.14*{\frac {1^{2}}{4}}}*{\frac {6^{3}}{2}}*0.30=31{W}}
vilket räcker för att driva en glödlampa eller en laptop.
Exemplen visar den stora inverkan av vindhastighet och turbinens storlek på möjlig effekt.